# کانگن
کانگن (به ژاپنی: 寛元 Kangen)، نام یک عصر تاریخی ژاپنی بود. این عصر بعد از نینجی و قبل از هوجی (دوره) قرار داشت و از فوریه ۱۲۴۳ تا فوریه ۱۲۴۷ میلادی به طول انجامید. در طی این عصر امپراتور گو-ساگا، امپراتور ژاپن بود.